# American Psycho (pel·lícula)
American Psycho és un thriller dirigit per Mary Harron l'any 2000, que exposa la doble vida de Patrick Bateman (Christian Bale), un yuppie broker de Wall Street. La pel·lícula és l'adaptació cinematogràfica de la novel·la homònima de Bret Easton Ellis. L'argument se centra en Patrick Bateman (Christian Bale), a qui la inestabilitat mental i la set de sang el porta a cometre una sèrie d'assassinats.
Va debutar al Festival de Cinema de Sundance el 14 d'abril de 2000 i va estar nominada a la millor pel·lícula al Festival de Cinema de Sitges. Aquesta pel·lícula ha estat doblada al català.

## Argument
Patrick Bateman (Christian Bale) és un exemple clar del yuppie novaiorquès i la seva vida no sembla excitar-lo massa fins que descobreix el seu gust per la sang. Llavors, tot canvia: Patrick es converteix en un assassí en sèrie i ningú sospita d'ell a causa del seu estatus social.
La pel·lícula s'obre en un restaurant d'alta cuina amb rics homes de negocis de Wall Street: Patrick Bateman (Christian Beli), Timothy Bryce (Justin Theroux), David Van Patten (Bill Sage), i Craig McDermott (Josh Lucas). Discuteixen l'enveja d'un soci d'èxit anomenat Paul Allen abans de comprar un costós dinar. Fosca nit, els quatre van a un club, on Patrick revela la seva naturalesa psicopática a una cambrera quan ella es nega a acceptar el seu bitllet de begudes.
La pel·lícula segueix a l'apartament de Bateman, en el qual descriu, detalladament, la seva rutina diària al matí, que inclou l'exercici, una alimentació sana i un extens ritual de neteja corporal. Després d'un menjar en un restaurant amb la seva promesa Evelyn Williams (Reese Witherspoon), Courtney Rawlinson (Samantha Mathis), el seu promés Luis Carruthers (Matt Ross), i Bryce, a qui Patrick revela a l'espectador que està tenint un idil·li amb Courtney. Patrick més tard porta a Courtney drogada a sopar a un lloc anomenat Barcadia, a pesar que la convenç que és Dorsia, un restaurant més exclusiu en el qual va ser incapaç d'aconseguir una reserva. L'endemà al matí, Patrick i els seus companys presumeixen de les seves targetes de presentació fent gala d'una absoluta vanitat, encara que, malgrat els intents de Bateman, és captivat per la targeta de Paul Allen (Jared Leto). Després d'això, assassina a un home sense llar (Reg E. Cathey) i al seu gos en un carreró.

## Producció
Mary Harron, que havia dirigit prèviament Jo vaig disparar a l'Andy Warhol (I Shot Andy Warhol) (basada en la història de Valerie Solanas), va dirigir la pel·lícula i co-escriure el seu guió juntament amb Guinevere Turner.

## Repartiment
- Christian Bale: Patrick Bateman
- Justin Theroux: Timothy Bryce
- Josh Lucas: Craig McDermott
- Bill Sage: David Van Patten
- Chloë Sevigny: Jean
- Reese Witherspoon: Evelyn Williams
- Samantha Mathis: Courtney Rawlinson
- Jared Leto: Paul Allen
- Willem Dafoe: Detectiu Donald Kimball
- Guinevere Turner: Elizabeth